# Menhire von Kergornec
Die beiden Menhire von Kergornec (auch La Chandelle; La Grande Pierre, Min Hir und Minhir-Goleun genannt) stehen in Saint-Gilles-Pligeaux  bei Le Vieux Bourg im Département Côtes-d’Armor in der Bretagne in Frankreich.
Der einseitig abgeflachte Menhir Nr. 1, der „Große Stein“, steht auf einem Bergrücken (Lage). Er ist 7,1 m hoch, 3,1 m breit und 1,75 m dick. Er hat ein Gewicht von mehr als 35 Tonnen.
Der in der Mitte des Hanges (Lage) errichtete Menhir Nr. 2, auch „Minhir Goleun“, ist 4,1 m hoch, 2,0 m breit und 1,5 m dick. Er hat ein Gewicht von mehr als 12 Tonnen.
Die beiden Menhire aus porphyrischem Granit stehen etwa 300 m voneinander entfernt. Beide wurden im Jahr 1971 als Monument historique eingestuft.
In der Nähe steht der mit einem Kreuz versehenen Menhir Croix de Pasquiou.